# 오디오서프
《오디오서프》(영어: Audiosurf)는 딜런 삐터러가 개발한 퍼즐/리듬 게임이다. 2008년 2월 15일에 스팀에서 공개 또는 런칭되었다.

## 개요 및 게임 방법
음악에 맞춰 나오는 블록을 모으거나, 특정 블록은 피하는 방법으로 단순하다. 자신이 가진 음악파일(MP3, WMA 등)을 통해 자동으로 스테이지를 생성하고 템포가 조절되는 특징이다. 블록을 모으면 쌓이고 같은 색의 블록이 3개 이상 쌓이면 사라지며 점수를 얻는다. 단, 너무 많이 블록 한도가 초과되면 점수가 깎인다. 혼자하는 것이 기본적인 모드지만, 2인 협력 플레이도 가능하다(더블 비전만).
XBOX 360전용 컨트롤러로도 플레이 가능하다.

## 평가
| 평가 |        |
| --- | ------ |
| 통합 점수 통합사 점수 메타크리틱 85/100 [ 5 ] 평론 점수 평론사 점수 1UP.com A [ 6 ] 유로게이머 7/10 [ 7 ] IGN 8.6/10 [ 8 ] |        |
| 통합 점수 |        |
| 통합사 | 점수   |
| 메타크리틱 | 85/100 |
| 평론 점수 |        |
| 평론사 | 점수   |
| 1UP.com | A      |
| 유로게이머 | 7/10   |
| IGN | 8.6/10 |

## 같이 보기
- osu!